# 三重県幼稚園一覧
三重県幼稚園一覧（みえけんようちえんいちらん）は、三重県の幼稚園の一覧。

## 国立幼稚園
- 三重大学教育学部附属幼稚園

## 公立幼稚園

### 津市
- 津市立安東幼稚園
- 津市立育生幼稚園
- 津市立巽ヶ丘幼稚園
- 津市立大里幼稚園
- 津市立神戸幼稚園
- 津市立北立誠幼稚園
- 津市立雲出幼稚園
- 津市立密柑山幼稚園
- 津市立敬和幼稚園
- 津市立修成幼稚園
- 津市立白塚幼稚園
- 津市立新町幼稚園
- 津市立高茶屋幼稚園
- 津市立高野尾幼稚園
- 津市立のむら幼稚園
- 津市立黒田幼稚園
- 津市立藤水幼稚園
- 津市立南立誠幼稚園
- 津市立桃園幼稚園
- 津市立戸木幼稚園
- 津市立栗葉幼稚園
- 津市立榊原幼稚園
- 津市立上野幼稚園
- 津市立千里ヶ丘幼稚園
- 津市立豊津幼稚園
- 津市立明幼稚園
- 津市立安西・雲林院幼稚園
- 津市立椋本幼稚園
- 津市立草生幼稚園
- 津市立村主幼稚園
- 津市立安濃幼稚園
- 津市立明合幼稚園
- 津市立香良洲幼稚園
- 津市立川合幼稚園
- 津市立高岡幼稚園
- 津市立大井幼稚園
- 津市立波瀬幼稚園
- 津市立白山幼稚園
- 津市立みさと幼稚園

### 鈴鹿市
- 鈴鹿市立旭が丘幼稚園
- 鈴鹿市立愛宕幼稚園
- 鈴鹿市立名幼稚園
- 鈴鹿市立飯野幼稚園
- 鈴鹿市立石薬師幼稚園
- 鈴鹿市立井田川幼稚園
- 鈴鹿市立一ノ宮幼稚園
- 鈴鹿市立稲生幼稚園
- 鈴鹿市立加佐登幼稚園
- 鈴鹿市立河曲幼稚園
- 鈴鹿市立神戸幼稚園
- 鈴鹿市立国府幼稚園
- 鈴鹿市立栄幼稚園
- 鈴鹿市立庄内幼稚園
- 鈴鹿市立庄野幼稚園
- 鈴鹿市立白子幼稚園
- 鈴鹿市立玉垣幼稚園
- 鈴鹿市立椿幼稚園
- 鈴鹿市立長太幼稚園
- 鈴鹿市立深伊沢幼稚園
- 鈴鹿市立牧田幼稚園
- 鈴鹿市立箕田幼稚園
- 鈴鹿市立若松幼稚園

### 四日市市
- 四日市市立内部幼稚園
- 四日市市立納屋幼稚園
- 四日市市立大矢知幼稚園
- 四日市市立海蔵幼稚園
- 四日市市立川島幼稚園
- 四日市市立神前幼稚園
- 四日市市立桜幼稚園
- 四日市市立笹川中央幼稚園
- 四日市市立塩浜幼稚園
- 四日市市立下野幼稚園
- 四日市市立高花平幼稚園
- 四日市市立常磐中央幼稚園
- 四日市市立泊山幼稚園
- 四日市市立富州原幼稚園
- 四日市市立富田幼稚園
- 四日市市立羽津幼稚園
- 四日市市立橋北幼稚園
- 四日市市立保々幼稚園
- 四日市市立三重幼稚園
- 四日市市立三重西幼稚園
- 四日市市立八郷中央幼稚園
- 四日市市立楠北幼稚園
- 四日市市立楠南幼稚園

### 三重郡
- 菰野町立菰野朝上幼稚園
- 菰野町立菰野幼稚園
- 菰野町立千種幼稚園
- 朝日町立朝日幼稚園
- 川越町立川越幼稚園

### 桑名市
- 桑名市立在良幼稚園
- 桑名市立益世幼稚園
- 桑名市立大山田北幼稚園
- 桑名市立大山田西幼稚園
- 桑名市立大山田東幼稚園
- 桑名市立大山田南幼稚園
- 桑名市立久米幼稚園
- 桑名市立桑部幼稚園
- 桑名市立修徳幼稚園
- 桑名市立城東幼稚園
- 桑名市立城南幼稚園
- 桑名市立精義幼稚園
- 桑名市立大成幼稚園
- 桑名市立大和幼稚園
- 桑名市立七和幼稚園
- 桑名市立日進幼稚園
- 桑名市立深谷幼稚園
- 桑名市立藤が丘幼稚園
- 桑名市立立教幼稚園
- 桑名市立伊曽島幼稚園
- 桑名市立中部第二幼稚園
- 桑名市立長島北部幼稚園
- 桑名市立長島中部幼稚園
- 桑名市立多度幼稚園

### いなべ市
- いなべ市立阿下喜幼稚園
- いなべ市立十社幼稚園
- いなべ市立山郷幼稚園
- いなべ市立治田幼稚園
- いなべ市立ふじわら幼稚園

### 員弁郡
- 東員町立三和幼稚園
- 東員町立稲部幼稚園
- 東員町立神田幼稚園
- 東員町立笹尾幼稚園
- 東員町立城山幼稚園

### 桑名郡
- 木曽岬町立木曽岬幼稚園

### 亀山市
- 亀山市立井田川幼稚園
- 亀山市立亀山幼稚園
- 亀山市立亀山東幼稚園
- 亀山市立みずほ台幼稚園
- 亀山市立関幼稚園

### 伊賀市
- 伊賀市立しろはと幼稚園
- 伊賀市立ふたば幼稚園

### 名張市
- 名張市立桔梗南幼稚園
- 名張市立名張幼稚園

### 松阪市
- 松阪市立朝見幼稚園
- 松阪市立阿坂幼稚園
- 松阪市立射和幼稚園
- 松阪市立伊勢寺幼稚園
- 松阪市立鎌田幼稚園
- 松阪市立漕代幼稚園
- 松阪市立揥水幼稚園
- 松阪市立西黒部幼稚園
- 松阪市立機殿幼稚園
- 松阪市立花岡幼稚園
- 松阪市立東黒部幼稚園
- 松阪市立松江幼稚園
- 松阪市立港幼稚園
- 松阪市立山室幼稚園
- 松阪市立中川幼稚園
- 松阪市立豊田幼稚園
- 松阪市立中原幼稚園
- 松阪市立豊地幼稚園
- 松阪市立大石幼稚園
- 松阪市立阪内幼稚園
- 松阪市立三雲北幼稚園
- 松阪市立三雲南幼稚園
- 松阪市立松尾幼稚園

### 多気郡
- 明和町立斎宮幼稚園
- 明和町立旭ヶ丘幼稚園
- 明和町立双葉幼稚園
- 明和町立曙幼稚園
- 明和町立暁幼稚園

### 伊勢市
- 伊勢市立神社幼稚園
- 伊勢市立北浜幼稚園
- 伊勢市立城田幼稚園
- 伊勢市立四郷幼稚園
- 伊勢市立豊浜西幼稚園
- 伊勢市立豊浜東幼稚園
- 伊勢市立明野幼稚園
- 伊勢市立小俣幼稚園

### 鳥羽市
- 鳥羽市立かもめ幼稚園

### 志摩市
- 志摩市立鵜方幼稚園
- 志摩市立国府幼稚園
- 志摩市立神明幼稚園
- 志摩市立波切幼稚園
- 志摩市立船越幼稚園
- 志摩市立片田幼稚園
- 志摩市立布施田幼稚園
- 志摩市立和具幼稚園
- 志摩市立磯部幼稚園
- 志摩市立浜島幼稚園
  - 志摩市立浜島幼稚園迫塩分園

### 牟婁郡
- 紀北町立紀伊長島幼稚園
- 紀北町立引本幼稚園
- 紀北町立ふなつ幼稚園

### 尾鷲市
- 尾鷲市立尾鷲幼稚園
- 尾鷲市立三木幼稚園
- 尾鷲市立飛鳥幼稚園

### 熊野市
- 熊野市立木本幼稚園
- 熊野市立井戸幼稚園

### 南牟婁郡
- 紀宝町立うどの幼稚園

## 私立幼稚園

### 津市
- 美良幼稚園
- 聖ヤコブ幼稚園
- 高田幼稚園
- 四天王幼稚園
- 龍宝幼稚園
- ルーテル二葉幼稚園
- 大川幼稚園
- 津西幼稚園
- 清泉幼稚園
- ふたば幼稚園
- 津幼稚園
- 藤幼稚園
- のべの幼稚園
- 日生学園附属幼稚園

### 鈴鹿市
- 第一さくら幼稚園
- 第二さくら幼稚園
- 白子ひかり幼稚園
- サン幼稚園
- すずか幼稚園
- 第二すずかきしおか幼稚園
- 白百合幼稚園
- 道伯幼稚園

### 四日市市
- 双葉幼稚園
- 暁幼稚園
- こひつじ幼稚園
- エンゼル幼稚園
- 富田文化幼稚園
- 羽津文化幼稚園
- ひかり幼稚園
- あおい幼稚園
- 桜あおい幼稚園
- ときわ幼稚園
- まきば幼稚園
- 津田第一幼稚園
- 津田第二幼稚園
- 津田三滝幼稚園
- 海の星カトリック幼稚園
- めぐみの園幼稚園

### 桑名市
- マリア・モンテッソーリ幼稚園
- くわな幼稚園
- 津田桑名幼稚園
- 津田大山田幼稚園
- コスモス幼稚園

### 亀山市
- みずきが丘道伯幼稚園

### 伊賀市
- 白鳳幼稚園
- 青山よさみ幼稚園

### 名張市
- 桔梗が丘幼稚園
- 梅が丘幼稚園
- つつじが丘幼稚園
- 名張よさみ幼稚園

### 松阪市
- 梅村幼稚園

### 伊勢市
- 中島幼稚園
- 常盤幼稚園
- 五十鈴川幼稚園
- 高倉山幼稚園
- 有緝幼稚園
- まるこ幼稚園
- 明倫幼稚園
- 修道幼稚園
- 双康幼稚園
- ゆたか幼稚園
- 暁の星幼稚園
- 和順幼稚園

### 尾鷲市
- 九鬼ひまわり幼稚園

### 熊野市
- 有馬幼稚園